# ヤリ＝マティ・ラトバラ
ヤリ＝マティ・ラトバラ（Jari-Matti Latvala 1985年4月3日- ）は、フィンランド出身のラリードライバー、ラリーチーム監督。世界ラリー選手権 (WRC) における最多出走記録（212戦）の保持者。フォード、フォルクスワーゲンを経て、2017年から2019年までTOYOTA GAZOO Racingのワークスドライバーとして活躍した。2021年よりTOYOTA GAZOO Racing WRTの代表を務める。

## 経歴

### 初期の活動
父、ヤリ・ラトバラは1994年フィンランド国内選手権のグループNクラスチャンピオン。幼少時よりカートを始め、8歳の時に父親からもらったフォード・エスコートを運転している。10歳のときには、オペル・アスコナで凍結した湖の上でラリーの練習を行った。
16歳でトヨタ・AE86（カローラレビン）でラリーデビューし、26戦24勝という圧倒的な勝率を収めた。2002年、ラリー・グレートブリテンでWRCに17歳でデビュー、三菱・ランサーエボリューションを駆り17位となった。2003年にはフォードワークスのフォーカスWRCでWRC数戦に出場。アクロポリス・ラリーで10位、ラリー・ドイチュラントで17位、ラリー・フィンランドで14位、ラリー・グレートブリテンで10位となった。。2004年にはジュニア世界ラリー選手権 (JWRC) にフォード・フィエスタで参戦するが、マシンの極端な信頼性不足で芳しい成績を出せず、シーズン途中でスズキ・イグニスにマシンを変更。ラリー・フィンランドでクラス4位に入賞した。2005年は9戦に参戦し、最高位は16位。6戦はスバル・インプレッサを、残り3戦はトヨタ・カローラWRCをドライブした。
2006年にはプロダクションカー世界ラリー選手権 (PWRC) にインプレッサで参戦。序盤はミスが重なり、結果を出せなかったが、終盤2連勝を果たしてランキング4位となる。またこの年は、並行してWRC4戦にストバートVKフォードワールドラリーチームのフォード・フォーカスWRCで出場。最終戦ラリー・グレートブリテンで、この年のチーム最高位の4位でフィニッシュした。このシーズンのポイントランキングでは13位となった。

### フォード

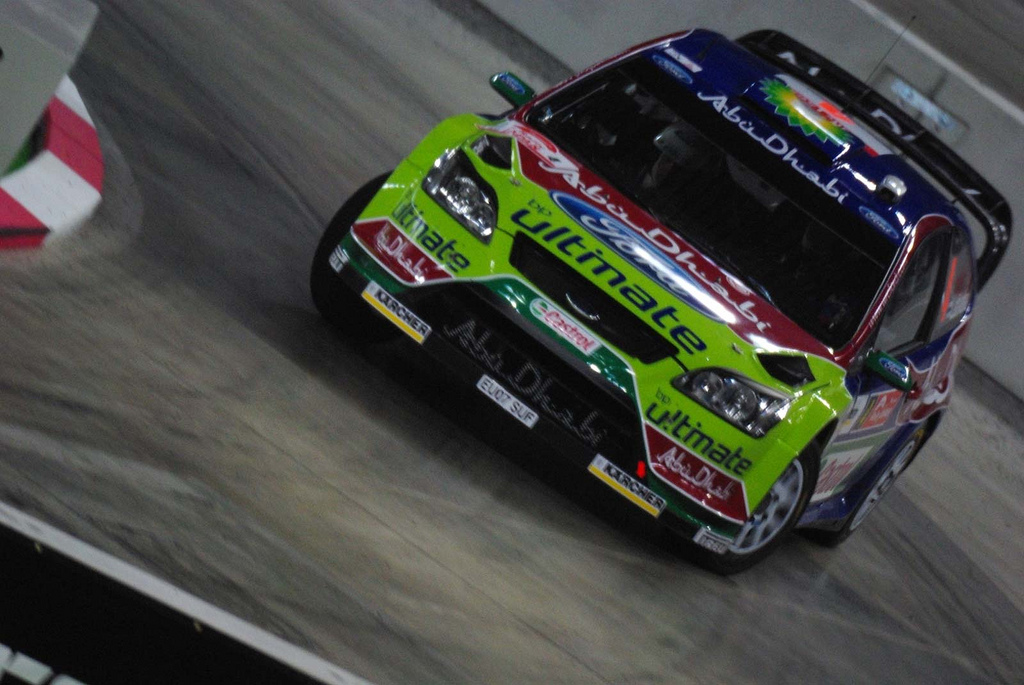
ラトバラが運転するフォーカスRS WRC 08。ラリージャパンにて

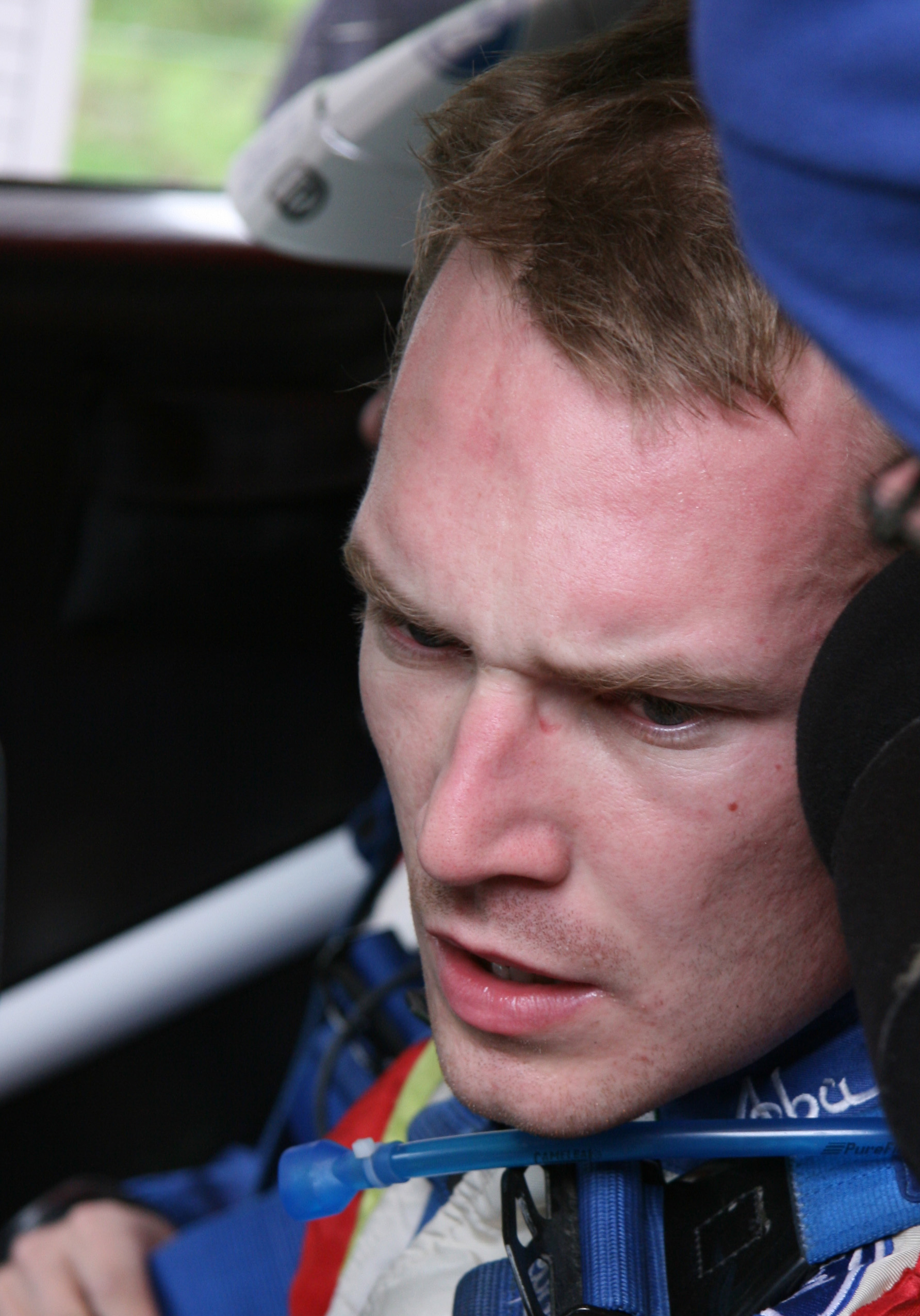
2008年ラリー・ニュージーランドにて

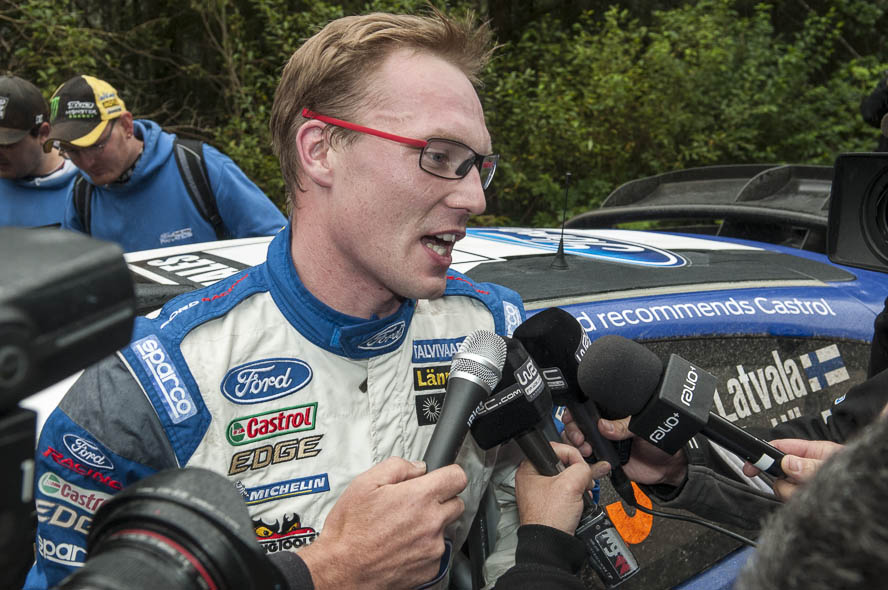
2012年ラリーGBにて

2007年、ストバートVK Mスポーツフォードから初のWRCフル参戦を開始。シーズン中盤になると時折速さを見せたものの安定感に欠け、上位入賞の機会を逃すこともあった。それでも、この年の第15戦ラリー・アイルランドで自身初の表彰台となる3位を獲得した。
2008年はマーカス・グロンホルムの引退を受け、ワークスのBPフォードアブダビワールドラリーチームに昇格した。同年2月10日、スウェディッシュ・ラリーで初優勝を果たし、ヘンリ・トイヴォネンが長年持っていた最年少優勝記録を塗り替えた。その後は速さを見せるもミスが多発し上位入賞を逃しており、この年のターマック2連戦カタルニア、コルシカの2戦のみ、ストバートVK Mスポーツフォードから出場している。
2009年も同じ体制でフォードから出場。ミスは減らずポルトガルでは崖下に転落する大クラッシュを起こしてマシンは大破したが、ラトバラとアンティラは無傷だった。ラリー・サルディニアで2勝目を挙げるが、1-2フィニッシュがほぼ確実と思われていたラリー・ポーランドでは最終SSでミスを喫しまさかのリタイヤに終わった。
2010年シーズンは前年のミスでチームからセカンドドライバーとして戦うこととなった。しかしエースであるミッコ・ヒルボネンがスウェーデン優勝以降不調だったのに対し、ラトバラはニュージーランド、地元フィンランドで優勝しターマックでもヒルボネンを上回る走りを見せた。この年は走りの安定感も向上し、ドライバーズランキング2位を獲得した。 
2011年はターマック能力が飛躍的に向上した。ラリー・アルゼンチンで新たに加わったターマックでその片鱗を感じさせていたが、ついにカタルニアのSS11、SS12でセバスチャン・ローブを上回るトップタイムを叩き出す。シーズン終盤ではエースのミッコ・ヒルボネン以上の速さを見せて総合順位でも上位に食い込むが、そのヒルボネンが僅差でセバスチャン・ローブ、セバスチャン・オジェとタイトルを争っていた為、チームオーダーに従い順位を譲る場面が度々見られた。
2012年はミッコ・ヒルボネンのシトロエン移籍を受け、フォードの1stドライバーへ昇格した。スウェーデンで優勝するも、メキシコではクラッシュを喫し最終SSを前にしてリタイアとなった。さらにトレーニング中に鎖骨を骨折しアルゼンチン欠場を余儀なくされた。シーズン後半はタイトルの可能性が残っていたチームメイトペター・ソルベルグのサポート役に回ることとなった。しかしフィンランド以降は再び成績が安定しドイツ、フランス、スペインではターマック自己最高の2位表彰台入賞を果たし、グレートブリテンでは2連覇を達成しランキング3位を獲得した。

### フォルクスワーゲン

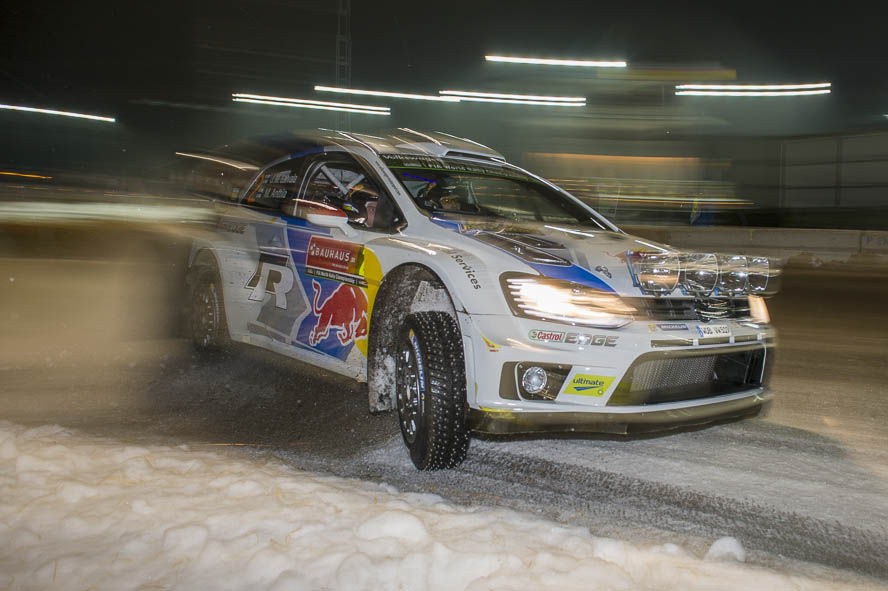
2014年ラリー・スウェーデン

2013年は古巣フォードを離れ、この年から新規参戦するフォルクスワーゲンへ移籍した。開幕戦モンテカルロではチームメイトのセバスチャン・オジェが2位表彰台を獲得したが、ラトバラは最終日にクラッシュを喫しリタイアという散々な結果に終わる。しかしスウェーデンでの4位入賞、ポルトガル、アルゼンチンと2戦連続で3位表彰台に立つなど成績を伸ばし、アクロポリスでは移籍後初勝利を飾った。その後は優勝こそなかったがコンスタントに成績を残し、フォルクスワーゲンのマニュファクチャラーズタイトル獲得に貢献した。ランキングでも前年に続き3位となり移籍初年度ながら好成績をマークした。
2014年も引き続きフォルクスワーゲンから参戦。昨年とは違い第2戦スウェーデンで優勝し幸先の良いスタートを切る。その後もチームメイトのオジェと激しいタイトル争いを繰り広げ、フランスでは自身初のターマック優勝を果たした。ドイツでのリタイアが響きタイトルにはあと一歩届かなかったものの、ドライバーズランキングでは4年振りのランキング2位を獲得した。
2015年はポルトガル、フィンランド、コルシカと3勝を挙げるも序盤からの不調が響き、開幕戦から勝ちを重ねたオジェにまたしても敗れランキング2位となった。
2016年はメキシコで勝利を挙げるも、その後は不調で1勝も挙げられず、ランキング6位に終わる。本人は低迷の理由について、オジェのやり方を必死でコピーしようとした結果、自分のドライビングを忘れてしまったと反省している。翌年のレギュレーション変更に対応するポロR WRCの開発にも取り組んでいたが、シーズン終盤にフォルクスワーゲンが突然撤退を表明したためシートを失う。

### トヨタ

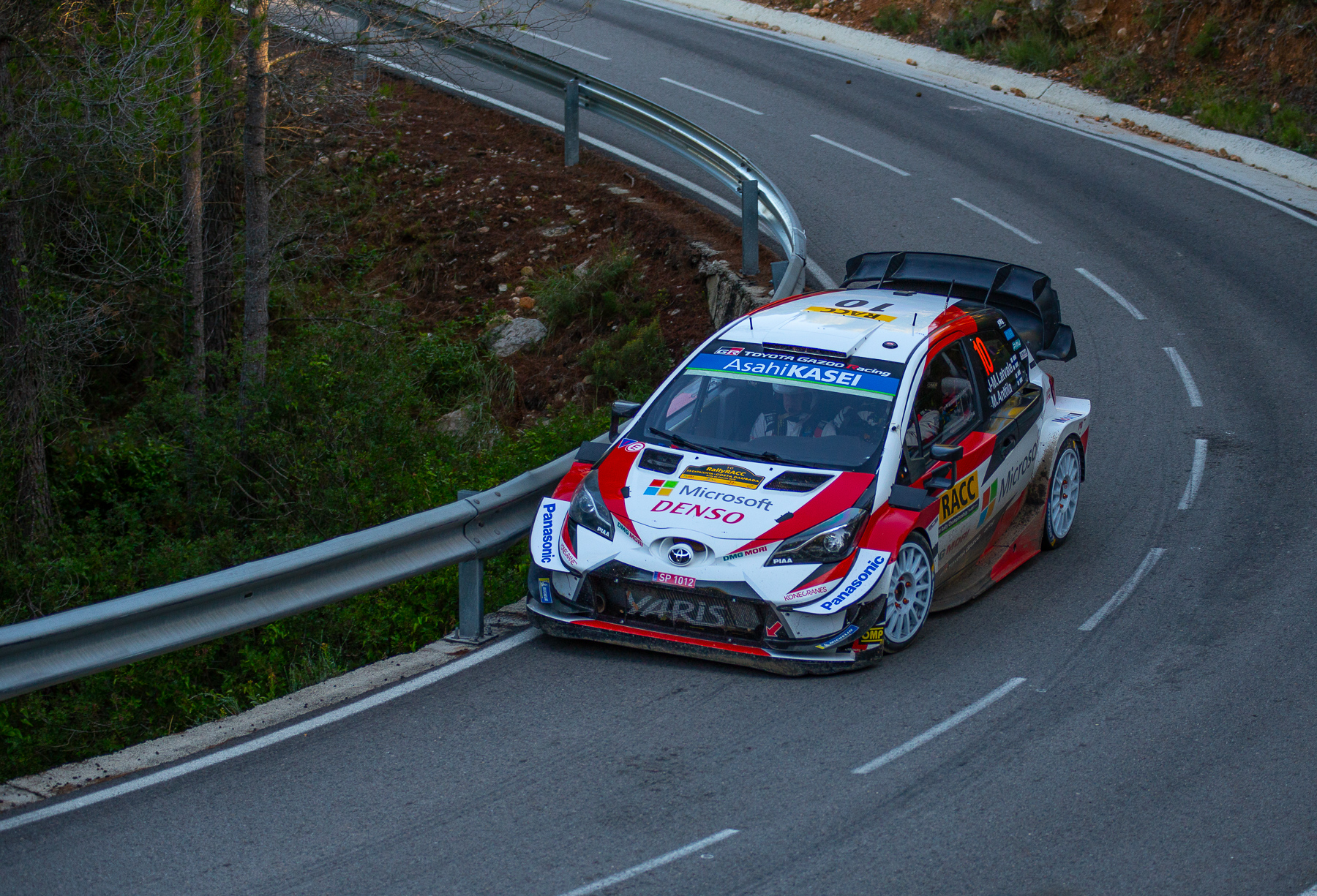
2019年ラリー・カタルーニャにて

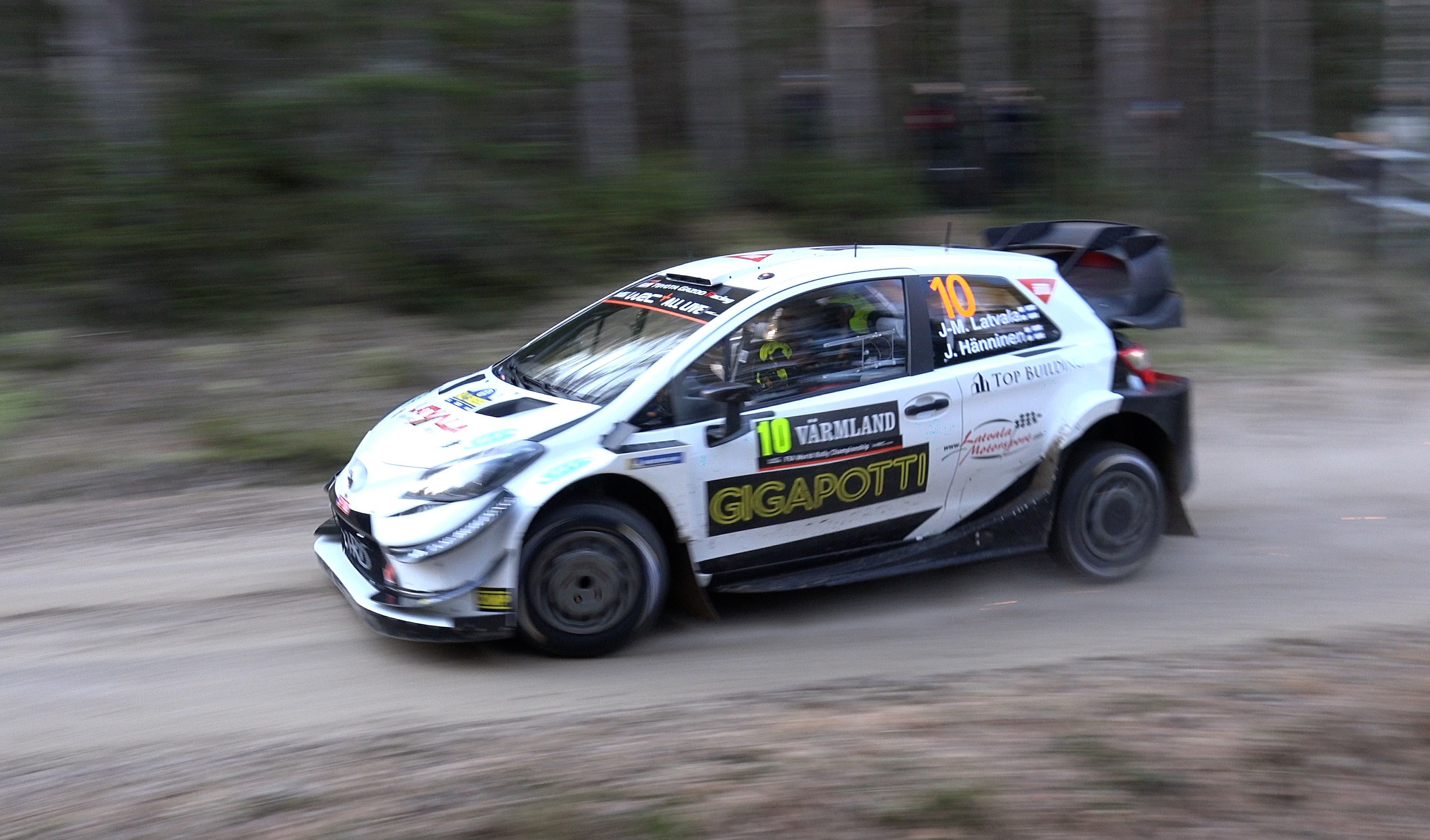
2020年スウェーデンにプライベーターとして参戦

2017年の進路が注目されたが、WRCに18年ぶりに復帰するトヨタへ加入した。VWではオジェとの比較やドライビングスタイルの違いに悩まされ、一時はフィンランド国内選手権への転向も考えていたほどメンタルが疲弊していたが、トヨタのチーム代表であり同郷のトミ・マキネンの指導によって回復させることができたという。また、ラトバラも貴重なデータとフィードバックをトヨタにもたらし、ホモロゲーション取得直前のヤリスWRCの強化に大きく貢献した。WRC開幕戦モンテカルロは堅実な走りをみせ、ヤリスWRCのデビュー戦で2位表彰台を獲得。第2戦スウェーデンでは、トップを走行していたティエリー・ヌービルのクラッシュにより首位浮上。最終日はパワーステージを含む全てのSSでトップタイムをマークし、トヨタに18年ぶりのWRC勝利をもたらした。しかしその後は復帰初年度ゆえのトラブルが多発。地元フィンランドでは首位快走中に故障のためストップし、ステアリングを両手で思い切り叩きまくって怒りと悔しさを露わにする一幕があった（優勝者はチームメイトのエサペッカ・ラッピ）。また、ラリー・オーストラリアでは2位につけていたにもかかわらず最終SSでクラッシュしリタイアする一幕もあった。しかしトヨタ勢の中では安定して最上位を占め、移籍初年度をシリーズランキング4位で終えた。
2018年はチームメイトにオィット・タナックが加入。ラトバラは開幕戦モンテカルロやフィンランドなどで複数回表彰台に登るもトラブルや速さ不足などでなかなか優勝できず、圧倒的な速さで3連勝をマークしたタナックとは対照的なシーズンとなった。ラリー・カタルーニャでは優勝のチャンスがあったにもかかわらず自身のミスで優勝を逃した。しかしポイントランキングではタナックの次の4位につけており、最終戦オーストラリアでは優勝を飾ってシーズン連続優勝記録（11年）を守った。また同時に、トヨタの通算50勝目と4度目のマニュファクチャラーズタイトル獲得決定の記念すべき勝利となった。
2019年はチームメイトにシトロエンへ移籍したラッピに代わりクリス・ミークが加入。第2戦スウェーデンでは、WRC史上最も多く出走（197戦）したドライバーとなり、第5戦アルゼンチンで前人未到の200戦出走に到達した。しかしその一方で肝心の成績は奮わず、ドライバーズランキングではチャンピオンのタナックはおろか移籍初年度のミークをも下回ってしまい、マニュファクチャラーズ選手権も防衛できなかった。ドイチェランドではトヨタの表彰台独占に貢献するも、この年優勝はできず、シーズン連続優勝記録は11で途絶えた。シーズン終了後シートを喪失するが、トヨタへの残留を強く希望したラトバラは北欧のラリー2戦へのスポット参戦契約をもぎ取った。コ・ドライバーは二年前までドライバーとしてチームメイトであったユホ・ハンニネンとなる。
2020年はプライベーターとして自身のチームであるラトバラ・モータースポーツから参戦。初戦となった第2戦スウェーデンではメカニカルトラブルによりSS4で早々にリタイアとなってしまう。このトラブルが起きたことでマキネンの計らいで第6戦イタリアの出場が決まったが、参戦せずにシーズンを終えた。

### チーム代表
2021年は、トヨタのチーム体制変更に伴いマキネンの後を継いでトヨタのラリーチーム代表に就任することになった。同年第7戦ラリー・エストニアでチームのドライバーである同じフィンランド人のカッレ・ロバンペラが13年間持っていたラトバラの最年少優勝記録を塗り替えた。レギュラードライバー3人とも複数回勝利を挙げるなどしてチームで12戦9勝という圧倒的な勝率で、トヨタはWRC復帰後初めてドライバー・コドライバー・マニュファクチャラーの3部門完全制覇を達成した。
ラリー1規定となった2022年も監督を継続。サファリ・ラリーでは1994年以来のトヨタ1-2-3-4を達成した上、ロバンペラの覚醒により大差で3部門連覇を達成した。トヨタの3部門連覇は1993〜1994年以来となる。
2023年の全日本ラリー選手権のラリー北海道では、開発中のGRヤリス ラリー2で参戦し優勝。同年のラリー・フィンランドでは3年ぶりにWRCにドライバーとして参戦し（チーム代表の業務は豊田章男が代行）、トヨタ・GRヤリス ラリー1の4台目として総合5位に入った。
2024年のラリー・フィンランドにも前年に続きドライバーとして参戦。この年はラリー1ではなく投入されたばかりのトヨタ・GRヤリス ラリー2でWRC2クラスに出場。元チームメイトペター・ソルベルグの息子であるオリバー・ソルベルグと優勝争いを展開し4度ステージウィンを決めるなどまだまだ現役でも通用する走りを見せクラス総合2位を獲得した。またラリー全体でも6位に入った。

## 人物・エピソード

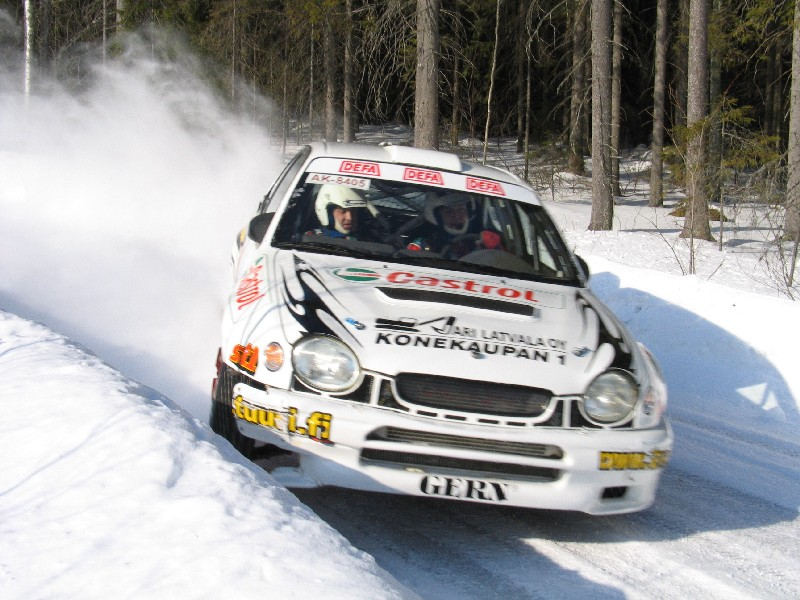
父のヤリ・ラトバラがドライブするカローラWRC（2005年）

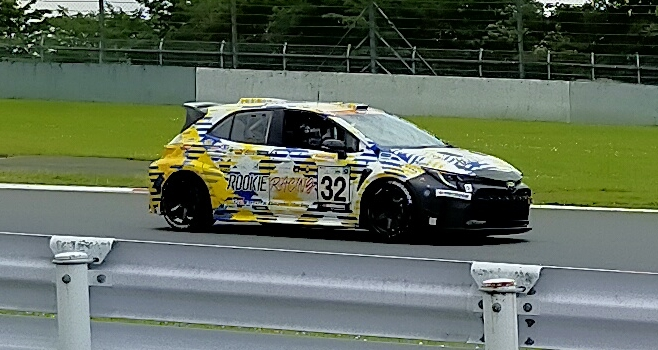
ラトバラがドライブしたGRカローラH2コンセプト（2022年富士24時間）

- ハードブレーキングで勢いよくコーナーに突っ込み、大胆にマシンを横に傾けて侵入するドリフト走法を身上とする。高速のグラベルラリーでは強く、観客からは派手に見えるが、タイヤに厳しい、走行ラインのキープが難しい、マシン正面に風が当たりにくくエンジンの冷却が難しいなどの不利を指摘されてもいる。フォルクスワーゲン時代はオジェに比べるとサスペンションを硬めにする必要があり、それゆえトラクションの不足に悩まされたという[14][15][14]。またポロ R WRCについても「オジェに合わせた開発がされていてFFのサーキットレーサーのような動きをしており、ブレーキングで姿勢変化を起こすのが難しかったため、ドライビングを合わせこみ切れなかった」と後に吐露している。
- ラリードライバーである以前にラリーファンであることを公言しており、メディアの間でも「ラリー博士」で通っている。古いWRCの出来事をやり取りの中で瞬時に引用でき、トヨタが表彰台を独占した2019年ラリー・ドイチェランドの記者会見では、その前にトヨタが独占した1993年サファリラリーの1位から3位のドライバーを即答してみせた[16]。また、2013年にはフィンランドのトゥーリ (Tuuri) に、自分がこれまで駆ってきたマシンも飾るミュージアム「JMラリー・パルクフェルメ」をオープンしている[17]。展示されている12台は全て可動状態であり、地元ラリーでラトバラがこれらを駆って参戦することもある。ミュージアムは両親が経営している。
- コーヒー好きが高じて、自身のイニシャルを冠した『JMコーヒー』というコーヒーを販売している。同商品はラトバラのミュージアムに併設されたカフェで飲める他、日本でもモータースポーツイベントのトヨタブースで配布されることがある。
- 同郷のユハ・カンクネンがトヨタでチャンピオンになったこともあり、古くからのトヨタファンである。2001年にラリーに初挑戦したときのマシンはカローラGT（AE86型カローラレビン）だった。また、2003年にWRCデビューしたときのマシンも型落ちのカローラWRCだった[18]。そのためトヨタのワークスドライバーになった時「まるで故郷に帰ってきたかのような気持ちだ」と語っている。前述のミュージアムには自身もドライブしたカローラWRCとカローラ・レビンの他に、セリカST205、ST165のWRCマシンも置いてある[19]。東京メガウェブに訪れた時には、まだ持っていないセリカST185のWRCマシンの下に潜り込んでまで写真を撮っていた[20]。
- 他方、最もお気に入りのラリーカーはグループBのアウディ・クワトロS1であるとする。同車は価格が高騰しているため購入できていないが、ミュージアムにはS1ではないロングバージョンのクワトロのグループB車両が置いてある[21]。
- 温厚な性格とファンサービスの良さに定評があり、とてもファンが多い。2017年ラリー・メキシコでは、ラトバラに会えて泣き出してしまう少女のファンとの出会いを撮した動画が話題を呼び、GAZOOレーシングの公式フェイスブックで65万回再生を記録した[22]。また、テレビ朝日の深夜番組『地球の走り方〜世界ラリー応援宣言』の2017年ラリー・イタリア分では、トヨタWRTスタッフの許可を取って近づいたお笑い芸人のブリリアンが、「プレゼントフォーユー」と言って冷えピタを見せると、ラトバラは自ら帽子を取った。ダイキがラトバラの額にそれを貼ると「ヒエピタアリガトウ！」と笑顔で2回言い、貼ったままサービスを出発した。翌日、今度はラトバラの方からブリリアンに近づいて冷えピタを貼ってもらっていた。このラリーで2位表彰台を獲得した後もブリリアンに会い、2人にハグをした。なお、同番組では「先輩」の愛称で呼ばれており、優勝した2018年ラリー・オーストラリア分ではスタジオでアンジャッシュとも共演した。
- 元チームメイトのミッコ・ヒルボネンからは「自転車に乗ろうが、トラクターに乗ろうが、もちろん自動車に乗ろうが、いつもアクセルを全開にしないと気がすまない人間だ」と評されている[23]
- TOYOTA GAZOO RACINGの地上波CMでラトバラの映像が多く使われている[24]。また、2017年ラリーGB前にはラトバラのドライブとアニメを融合させたプロモーション動画『VS SAMURAI 羅兎薔薇』が公開された[25]。
- 2005年から2006年に兵役に就いていた。退役時の階級は予備役少尉[26]。
- 憧れは故ヘンリ・トイヴォネン。彼のエスコートを持っている。
- 父のヤリ・ラトバラもラリードライバーで、三菱・ランサーエボリューションやギャラン、マツダ・ファミリアで1000湖ラリーにスポット参戦していた[27]。現在もセリカGT-FourなどでERC（ヨーロッパラリー選手権）に参戦することがある[28]。また、トミ・マキネンは、かつてヤリのチームで働いていたメカニックであった[29]。
- 2019年からの固定ナンバー制度により「10」を選んだ。これはトヨタへ移籍した初年度にこの番号をつけていたこともあり思い出のカーナンバーだからである。2023年に参戦した際はワールドラリーカーの開始年である1997年にちなみ「97」を選択している。
- サーキットでのレース参戦も何度か経験があり、2010年にはニュルブルクリンク24時間レースにフォード・フォーカスRSで参戦[30]。2022年には豊田章男の誘いでスーパー耐久の富士24時間レースに参戦し、水素燃料エンジンを搭載したトヨタ・GRカローラをドライブした[31]。

## WRCでの優勝
| #  | ラリー                                         | 年     | コドライバー       | 車両                           |
| -- | ---------------------------------------------- | ------ | ------------------ | ------------------------------ |
| 1  | 第57回 スウェデッシュ・ラリー                  | 2008年 | ミイカ・アンティラ | フォード フォーカス RS WRC 07  |
| 2  | 第06回 ラリー・サルディニア                    | 2009年 | ミイカ・アンティラ | フォード フォーカス RS WRC 09  |
| 3  | 第40回 ラリー・ニュージーランド                | 2010年 | ミイカ・アンティラ | フォード フォーカス RS WRC 09  |
| 4  | 第60回 ラリー・フィンランド                    | 2010年 | ミイカ・アンティラ | フォード フォーカス RS WRC 09  |
| 5  | 第67回 ウェールズ・ラリーGB                    | 2011年 | ミイカ・アンティラ | フォード フィエスタ RS WRC     |
| 6  | 第60回 ラリー・スウェーデン                    | 2012年 | ミイカ・アンティラ | フォード フィエスタ RS WRC     |
| 7  | 第68回 ウェールズ・ラリーGB                    | 2012年 | ミイカ・アンティラ | フォード フィエスタ RS WRC     |
| 8  | 第59回 アクロポリス・ラリー                    | 2013年 | ミイカ・アンティラ | フォルクスワーゲン・ポロ R WRC |
| 9  | 第62回 ラリー・スウェーデン                    | 2014年 | ミイカ・アンティラ | フォルクスワーゲン・ポロ R WRC |
| 10 | 第34回 ラリー・アルゼンティーナ                | 2014年 | ミイカ・アンティラ | フォルクスワーゲン・ポロ R WRC |
| 11 | 第64回 ラリー・フィンランド                    | 2014年 | ミイカ・アンティラ | フォルクスワーゲン・ポロ R WRC |
| 12 | ラリー・ド・フランス - アルザス2014            | 2014年 | ミイカ・アンティラ | フォルクスワーゲン・ポロ R WRC |
| 13 | 第49回 ラリー・ド・ポルトガル                  | 2015年 | ミイカ・アンティラ | フォルクスワーゲン・ポロ R WRC |
| 14 | 第65回 ラリー・フィンランド                    | 2015年 | ミイカ・アンティラ | フォルクスワーゲン・ポロ R WRC |
| 15 | 第58回 ツール・ド・コルス-ラリー・ド・フランス | 2015年 | ミイカ・アンティラ | フォルクスワーゲン・ポロ R WRC |
| 16 | 第30回 ラリー・メキシコ                        | 2016年 | ミイカ・アンティラ | フォルクスワーゲン・ポロ R WRC |
| 17 | 第65回 ラリー・スウェーデン                    | 2017年 | ミイカ・アンティラ | トヨタ・ヤリス WRC             |
| 18 | 第27回 ラリー・オーストラリア                  | 2018年 | ミイカ・アンティラ | トヨタ・ヤリス WRC             |

## 戦績

### WRC
| 年     | 所属チーム                                        | 車両                               | 1       | 2       | 3       | 4       | 5       | 6       | 7       | 8       | 9       | 10      | 11      | 12      | 13      | 14     | 15     | 16      | ランキング | ポイント |
| ------ | ------------------------------------------------- | ---------------------------------- | ------- | ------- | ------- | ------- | ------- | ------- | ------- | ------- | ------- | ------- | ------- | ------- | ------- | ------ | ------ | ------- | ---------- | -------- |
| 2002年 | プライベート                                      | 三菱 ランサーエボリューション VI   | MON     | SWE     | FRA     | ESP     | CYP     | ARG     | GRE     | KEN     | FIN     | GER     | ITA     | NZL     | AUS     | GBR 17 |        |         | –          | 0        |
| 2003年 | フォード                                          | フォード フォーカス RS WRC 02      | MON     | SWE     | TUR     | NZL     | ARG     | GRE 10  | CYP     | GER 17  | FIN 14  | AUS     | ITA     | FRA     | ESP     | GBR 10 |        |         | –          | 0        |
| 2004年 | プライベート                                      | フォード プーマ S1600              | MON Ret |         |         |         |         |         |         |         |         |         |         |         |         |        |        |         | –          | 0        |
| 2004年 | プライベート                                      | スバル インプレッサ WRX STI        |         | SWE Ret | MEX     | NZL     | CYP     |         |         |         |         | GER 27  | JPN     |         |         | FRA 21 |        |         | –          | 0        |
| 2004年 | プライベート                                      | フォード フィエスタ S1600          |         |         |         |         |         | GRE Ret | TUR Ret | ARG     |         |         |         |         |         |        |        |         | –          | 0        |
| 2004年 | プライベート                                      | スズキ イグニス S1600              |         |         |         |         |         |         |         |         | FIN Ret |         |         | GBR 23  | ITA Ret |        | ESP 29 |         | –          | 0        |
| 2004年 | プライベート                                      | 三菱 ランサーエボリューション VIII |         |         |         |         |         |         |         |         |         |         |         |         |         |        |        | AUS Ret | –          | 0        |
| 2005年 | プライベート                                      | トヨタ カローラ WRC                | MON     | SWE 16  | MEX     |         |         |         |         |         |         | FIN Ret |         |         |         |        |        |         | –          | 0        |
| 2005年 | プライベート                                      | スバル インプレッサ WRX STI        |         |         |         | NZL Ret | ITA 16  | CYP     | TUR     | GRE     | ARG Ret |         | GER 21  |         |         | FRA 16 | ESP 19 | AUS     | –          | 0        |
| 2005年 | プライベート                                      | フォード フォーカス RS WRC         |         |         |         |         |         |         |         |         |         |         |         | GBR Ret | JPN     |        |        |         | –          | 0        |
| 2006年 | プライベート                                      | スバル インプレッサ WRX STI        | MON 41  | SWE     | MEX 25  |         |         |         |         | GRE 22  |         |         | JPN 69  | CYP     | TUR     | AUS 6  | NZL 8  |         | 13位       | 9        |
| 2006年 | プライベート                                      | トヨタ カローラ WRC                |         |         |         |         |         |         |         |         |         | FIN 17  |         |         |         |        |        |         | 13位       | 9        |
| 2006年 | ストバート VK・フォード・ラリーチーム             | フォード フォーカス RS WRC 04      |         |         |         | ESP 16  | FRA Ret | ARG     | ITA     |         | GER 34  |         |         |         |         |        |        |         | 13位       | 9        |
| 2006年 | ストバート VK・フォード・ラリーチーム             | フォード フォーカス RS WRC 06      |         |         |         |         |         |         |         |         |         |         |         |         |         |        |        | GBR 4   | 13位       | 9        |
| 2007年 | ストバート VK・M-スポーツ・フォード・ラリーチーム | フォード フォーカス RS WRC 06      | MON Ret | SWE Ret | NOR 5   | MEX 7   | POR 8   | ARG 4   | ITA 9   | GRE 12  | FIN Ret | GER 8   | NZL 5   | ESP 7   | FRA 4   | JPN 25 | IRE 3  | GBR 10  | 8位        | 30       |
| 2008年 | BP フォード・アブダビ・ワールドラリーチーム       | フォード フォーカス RS WRC 07      | MON 12  | SWE 1   | MEX 3   | ARG 15  | JOR 7   | ITA 3   | GRE 7   | TUR 2   | FIN 38  |         |         |         |         |        |        |         | 4位        | 58       |
| 2008年 | BP フォード・アブダビ・ワールドラリーチーム       | フォード フォーカス RS WRC 08      |         |         |         |         |         |         |         |         |         | GER 9   | NZL Ret |         |         | JPN 2  | GBR 2  |         | 4位        | 58       |
| 2008年 | ストバート VK・M-スポーツ・フォード・ラリーチーム | フォード フォーカス RS WRC 07      |         |         |         |         |         |         |         |         |         |         |         | ESP 6   | FRA 4   |        |        |         | 4位        | 58       |
| 2009年 | BP フォード・アブダビ・ワールドラリーチーム       | フォード フォーカス RS WRC 08      | IRE 14  | NOR 3   | CYP 12  | POR Ret | ARG 6   |         |         |         |         |         |         |         |         |        |        |         | 4位        | 41       |
| 2009年 | BP フォード・アブダビ・ワールドラリーチーム       | フォード フォーカス RS WRC 09      |         |         |         |         |         | ITA 1   | GRE 3   | POL Ret | FIN 3   | AUS 4   | ESP 6   | GBR 7   |         |        |        |         | 4位        | 41       |
| 2010年 | BP フォード・アブダビ・ワールドラリーチーム       | フォード フォーカス RS WRC 09      | SWE 3   | MEX 5   | JOR 2   | TUR 8   | NZL 1   | POR Ret | BUL 6   | FIN 1   | DEU 4   | JPN 3   | FRA 4   | ESP 4   | GBR 3   |        |        |         | 2位        | 171      |
| 2011年 | フォード・アブダビ・ワールドラリーチーム          | フォード フィエスタ RS WRC         | SWE 3   | MEX 3   | POR 3   | JOR 2   | ITA 18  | ARG 7   | GRE 9   | FIN 2   | DEU 14  | AUS 2   | FRA 4   | ESP 3   | GBR 1   |        |        |         | 4位        | 172      |
| 2012年 | フォード・ワールドラリーチーム                    | フォード フィエスタ RS WRC         | MON Ret | SWE 1   | MEX Ret | POR 13  | ARG Inj | GRE 3   | NZL 7   | FIN 3   | DEU 2   | GBR 1   | FRA 2   | ITA 12  | ESP 2   |        |        |         | 3位        | 154      |
| 2013年 | フォルクスワーゲン・モータースポーツ              | フォルクスワーゲン・ポロ R WRC     | MON Ret | SWE 4   | MEX 16  | POR 3   | ARG 3   | GRE 1   | ITA 3   | FIN 17  | GER 7   | AUS 4   | FRA 3   | ESP 2   | GBR 2   |        |        |         | 3位        | 162      |
| 2014年 | フォルクスワーゲン・モータースポーツ              | フォルクスワーゲン・ポロ R WRC     | MON 4   | SWE 1   | MEX 2   | POR 14  | ARG 1   | ITA 3   | POL 5   | FIN 1   | GER Ret | AUS 2   | FRA 1   | ESP 2   | GBR 8   |        |        |         | 2位        | 218      |
| 2015年 | フォルクスワーゲン・モータースポーツ              | フォルクスワーゲン・ポロ R WRC     | MON 2   | SWE Ret | MEX 14  | ARG Ret | POR 1   | ITA 6   | POL 5   | FIN 1   | DEU 2   | AUS 2   | FRA 1   | ESP 2   | GBR 50  |        |        |         | 2位        | 183      |
| 2016年 | フォルクスワーゲン・モータースポーツ              | フォルクスワーゲン・ポロ R WRC     | MON Ret | SWE 26  | MEX 1   | ARG 16  | POR 6   | ITA 2   | POL 5   | FIN 2   | DEU 48  | CHN C   | FRA 4   | ESP 14  | GBR 7   | AUS 9  |        |         | 6位        | 112      |
| 2017年 | トヨタ・ガズーレーシング WRT                      | トヨタ・ヤリスWRC                  | MON 2   | SWE 1   | MEX 6   | FRA 4   | ARG 5   | POR 9   | ITA 2   | POL 20  | FIN 21  | GER 7   | ESP Ret | GBR 5   | AUS Ret |        |        |         | 4位        | 136      |
| 2018年 | トヨタ・ガズーレーシング WRT                      | トヨタ・ヤリスWRC                  | MON 3   | SWE 7   | MEX 8   | FRA Ret | ARG Ret | POR 24  | ITA 7   | FIN 3   | GER Ret | TUR 2   | GBR 2   | ESP 8   | AUS 1   |        |        |         | 4位        | 128      |
| 2019年 | トヨタ・ガズーレーシング WRT                      | トヨタ・ヤリスWRC                  | MON 5   | SWE 21  | MEX 8   | FRA 10  | ARG 5   | CHL 11  | POR 7   | ITA 19  | FIN 3   | GER 3   | TUR 6   | GBR Ret | ESP 5   | AUS C  |        |         | 7位        | 94       |
| 2020年 | ラトバラ・モータースポーツ                        | トヨタ・ヤリスWRC                  | MON     | SWE Ret | MEX     | EST     | TUR     | ITA     | MNZ     |         |         |         |         |         |         |        |        |         | -          | 0        |
| 2023年 | トヨタ・ガズーレーシング WRT                      | トヨタ・GRヤリス ラリー1           | MON     | SWE     | MEX     | CRO     | POR     | ITA     | KEN     | EST     | FIN 5   | GRE     | CHL     | EUR     | JPN     |        |        |         | 16位       | 11       |
| 2024年 | トヨタ・ガズーレーシング WRT                      | トヨタ・GRヤリス ラリー2           | MON     | SWE     | KEN     | CRO     | POR     | ITA     | POL     | LAT     | FIN 6   | GRE     | CHL     | EUR     | JPN     |        |        |         | 17位       | 6        |

### JWRC戦績
| 年     | 所属チーム   | 車両                      | 1       | 2       | 3       | 4       | 5     | 6       | 7     | ランキング | ポイント |
| ------ | ------------ | ------------------------- | ------- | ------- | ------- | ------- | ----- | ------- | ----- | ---------- | -------- |
| 2004年 | プライベート | フォード プーマ S1600     | MON Ret |         |         |         |       |         |       | 13位       | 5        |
| 2004年 | プライベート | フォード フィエスタ S1600 |         | GRE Ret | TUR Ret |         |       |         |       | 13位       | 5        |
| 2004年 | プライベート | スズキ イグニス S1600     |         |         |         | FIN Ret | GBR 4 | ITA Ret | ESP 9 | 13位       | 5        |

### PWRC戦績
| 年     | 所属チーム   | 車両                        | 1     | 2     | 3   | 4     | 5     | 6   | 7     | 8     | ランキング | ポイント |
| ------ | ------------ | --------------------------- | ----- | ----- | --- | ----- | ----- | --- | ----- | ----- | ---------- | -------- |
| 2006年 | プライベート | スバル インプレッサ WRX STI | MON 5 | MEX 9 | ARG | GRE 6 | JPN 9 | CYP | AUS 1 | NZL 1 | 4位        | 27       |